# Preserie
Una preserie o lotto zero è una produzione a livello indicativo che deve essere valutata dal cliente, ovvero un test di prova.
Prima di avviare la produzione di serie industriale di un oggetto si realizza il primo prototipo, ovvero un primo esemplare (prodotto in un numero limitato di pezzi) per verificare sia la idoneità dei processi di lavorazione sia la corrispondenza delle caratteristiche tecniche funzionali ai requisiti previsti. I prototipi vengo sottoposti ad una serie di prove (collaudi) i cui risultati portano ad una revisione/miglioramento del progetto sia in riferimento al prodotto che al processo di lavorazione. Dopodiché si procede alla realizzazione di un nuovo prototipo e così via fino a che il risultato sarà ritenuto soddisfacente. A questo punto si procede alla lavorazione di una preserie o lotto zero, cioè ad un lotto composto da un numero di unità (limitato ma superiore al lotto dei prototipi) tale da verificare la capacità del processo produttivo. Solo dopo la conferma dell'efficacia del processo si può dare inizio alla produzione di linea in serie.